# Campeonato Capixaba de Futebol de 1988
O Campeonato Capixaba de Futebol de 1988 foi a 72ª edição do campeonato de futebol do estado do Espírito Santo. A competição foi organizada pela Federação de Futebol do Estado do Espírito Santo (FES).
O Ibiraçu conquistou o primeiro título de sua história garantindo vaga na primeira edição da Copa do Brasil em 1989.

## Regulamento
Na Primeira Fase as 10 equipes são divididas na Chave Norte e Chave Sul que jogam entre si em dois turnos dentro da mesma chave. As duas melhores de cada chave classificam-se ao Quadrangular Final enquanto o último colocado de cada chave se enfrentam em um jogo extra para decidir o rebaixado à Segunda Divisão de 1989. No Quadrangular Final as equipes jogam entre si em dois turnos para definir o campeão.